# Partie polityczne w Polsce
Partie polityczne w Polsce – lista działających na terenie Polski (oraz skupiających Polaków w okresie zaborów, a także działających na emigracji w okresie PRL) partii i innych ugrupowań politycznych. Zawiera spis wszystkich aktualnie zarejestrowanych partii politycznych oraz listy wybranych partii, koalicji i działających na zasadzie partii ugrupowań z przeszłości (a także aktualnie działających koalicji).

## Aktualnie zarejestrowane partie
Lista na podstawie wyszukiwarki Sądu Okręgowego w Warszawie.

### Partie reprezentowane w Sejmie, Senacie i Parlamencie Europejskim (wg bloków)
| Logo                                            | Logo                           | Nazwa                                | Skrót                          | Lider                                 | Reprezentacja                  | Reprezentacja                  | Reprezentacja                  | Ideologia                                                                                        | Daty założenia i rejestracji      | Nr EwP                         | Strona                         |
| Logo                                            | Logo                           | Nazwa                                | Skrót                          | Lider                                 | Sejm                           | Senat                          | PE                             | Ideologia                                                                                        | Daty założenia i rejestracji      | Nr EwP                         | Strona                         |
| Zjednoczona Prawica (opozycja)                  | Zjednoczona Prawica (opozycja) | Zjednoczona Prawica (opozycja)       | Zjednoczona Prawica (opozycja) | Zjednoczona Prawica (opozycja)        | Zjednoczona Prawica (opozycja) | Zjednoczona Prawica (opozycja) | Zjednoczona Prawica (opozycja) | Zjednoczona Prawica (opozycja)                                                                   | Zjednoczona Prawica (opozycja)    | Zjednoczona Prawica (opozycja) | Zjednoczona Prawica (opozycja) |
| ----------------------------------------------- | ------------------------------ | ------------------------------------ | ------------------------------ | ------------------------------------- | ------------------------------ | ------------------------------ | ------------------------------ | ------------------------------------------------------------------------------------------------ | --------------------------------- | ------------------------------ | ------------------------------ |
|                                                 |                                | Prawo i Sprawiedliwość               | PiS                            | Jarosław Kaczyński                    | 189/460                        | 34/100                         | 20/53                          | narodowy konserwatyzm, solidaryzm, eurosceptycyzm, etatyzm                                       | 29 maja 2001 13 czerwca 2001      | 124                            |                                |
| Koalicja Obywatelska (część koalicji rządzącej) |                                |                                      |                                |                                       |                                |                                |                                |                                                                                                  |                                   |                                |                                |
|                                                 |                                | Platforma Obywatelska                | PO                             | Donald Tusk                           | 133/460                        | 39/100                         | 19/53                          | socjalliberalizm, liberalny konserwatyzm, proeuropeizm                                           | 24 stycznia 2001 5 marca 2002     | 131                            |                                |
|                                                 |                                | Nowoczesna                           | .N                             | Adam Szłapka                          | 9/460                          | 0/100                          | 0/53                           | liberalizm, centryzm, proeuropeizm                                                               | 31 maja 2015 25 sierpnia 2015     | 362                            |                                |
|                                                 |                                | Zieloni                              | Zieloni                        | Przemysław Słowik, Urszula Zielińska  | 3/460                          | 0/100                          | 0/53                           | zielona polityka, feminizm, pacyfizm, proeuropeizm                                               | 6 września 2003 23 lutego 2004    | 182                            |                                |
|                                                 |                                | Inicjatywa Polska                    | iPL                            | Barbara Nowacka                       | 2/460                          | 0/100                          | 1/53                           | socjalliberalizm, socjaldemokracja, antyklerykalizm, proeuropeizm                                | 20 lutego 2016 4 czerwca 2019     | 401                            |                                |
| Trzecia Droga (część koalicji rządzącej)        |                                |                                      |                                |                                       |                                |                                |                                |                                                                                                  |                                   |                                |                                |
|                                                 |                                | Polska 2050 Szymona Hołowni          | PL2050                         | Szymon Hołownia                       | 30/460                         | 5/100                          | 1/53                           | centryzm, chrześcijańska demokracja, socjalliberalizm, zielona polityka, proeuropeizm            | 29 września 2020 26 marca 2021    | 421                            |                                |
|                                                 |                                | Polskie Stronnictwo Ludowe           | PSL                            | Władysław Kosiniak-Kamysz             | 28/460                         | 4/100                          | 2/53                           | agraryzm, chrześcijańska demokracja, centryzm, liberalny konserwatyzm, konserwatyzm ewolucyjny   | 5 maja 1990 7 kwietnia 1999       | 34                             |                                |
|                                                 |                                | Centrum dla Polski                   | CdP                            | Ireneusz Raś                          | 3/460                          | 0/100                          | 0/53                           | liberalny konserwatyzm, chrześcijańska demokracja, proeuropeizm                                  | 2 maja 2022 11 października 2022  | 437                            |                                |
|                                                 |                                | Unia Europejskich Demokratów         | UED                            | Elżbieta Bińczycka                    | 0/460                          | 1/100                          | 0/53                           | liberalizm, centryzm, proeuropeizm                                                               | 12 listopada 2016 29 grudnia 2016 | 12                             |                                |
| Lewica (część koalicji rządzącej)               |                                |                                      |                                |                                       |                                |                                |                                |                                                                                                  |                                   |                                |                                |
|                                                 |                                | Nowa Lewica                          | NL                             | Robert Biedroń, Włodzimierz Czarzasty | 18/460                         | 4/100                          | 3/53                           | socjaldemokracja, socjalliberalizm, feminizm, antyklerykalizm, zielona polityka, proeuropeizm    | 2019–2021 27 stycznia 2020        | 87                             |                                |
|                                                 |                                | Polska Partia Socjalistyczna         | PPS                            | Wojciech Konieczny                    | 0/460                          | 1/100                          | 0/53                           | socjalizm demokratyczny, socjaldemokracja                                                        | 28 października 1990 7 maja 1998  | 4                              |                                |
|                                                 |                                | Unia Pracy                           | UP                             | Waldemar Witkowski                    | 0/460                          | 1/100                          | 0/53                           | socjaldemokracja                                                                                 | 7 czerwca 1992 21 stycznia 1998   | 62                             |                                |
| Konfederacja Wolność i Niepodległość (opozycja) |                                |                                      |                                |                                       |                                |                                |                                |                                                                                                  |                                   |                                |                                |
|                                                 |                                | Konfederacja Wolność i Niepodległość | Konfederacja                   | Krzysztof Bosak, Sławomir Mentzen     | 16/460                         | 0/100                          | 5/53                           | narodowy konserwatyzm, konserwatywny liberalizm, eurosceptycyzm, nacjonalizm, prawicowy populizm | 27 lutego 2019 25 lipca 2019      | 400                            |                                |
|                                                 |                                | Nowa Nadzieja                        | NN                             | Sławomir Mentzen                      | 8/460                          | 0/100                          | 3/53                           | konserwatywny liberalizm, paleolibertarianizm, eurosceptycyzm, prawicowy populizm                | 22 stycznia 2015 8 maja 2019      | 399                            |                                |
|                                                 |                                | Ruch Narodowy                        | RN                             | Krzysztof Bosak                       | 7/460                          | 0/100                          | 2/53                           | narodowy konserwatyzm, eurosceptycyzm, narodowy katolicyzm, nacjonalizm, prawicowy populizm      | 10 grudnia 2014 28 lutego 2018    | 371                            |                                |
|                                                 |                                | Partia Konserwatywna                 | Konserwatyści                  | Michał Wawer                          | 2/460                          | 0/100                          | 0/53                           | tożsama z RN                                                                                     | 2022 4 kwietnia 2023              | 441                            |                                |
| Wolni Republikanie (opozycja)                   |                                |                                      |                                |                                       |                                |                                |                                |                                                                                                  |                                   |                                |                                |
|                                                 |                                | Kukiz15                              |                                | Jarosław Sachajko                     | 3/460                          | 0/100                          | 0/53                           | konserwatywny liberalizm, demokracja bezpośrednia                                                | 27 lipca 2015 19 kwietnia 2023    | 449                            |                                |
|                                                 |                                | Federacja dla Rzeczypospolitej       | FdR                            | Marek Jakubiak                        | 1/460                          | 0/100                          | 0/53                           | konserwatywny liberalizm, narodowa demokracja, narodowy liberalizm, demokracja elektroniczna     | 15 listopada 2018 12 marca 2020   | 412                            |                                |
|                                                 |                                | Wolność i Dobrobyt                   | WiD                            | Jan Krzysztof Ardanowski              | 1/460                          | 0/100                          | 0/53                           | agraryzm, chrześcijańska demokracja, narodowy konserwatyzm                                       | 19 września 2024                  | 469                            |                                |
| Partie niebędące w blokach (opozycja)           |                                |                                      |                                |                                       |                                |                                |                                |                                                                                                  |                                   |                                |                                |
|                                                 |                                | Partia Razem                         | Razem                          | Aleksandra Owca, Adrian Zandberg      | 5/460                          | 0/100                          | 0/53                           | socjaldemokracja, socjalizm demokratyczny, feminizm, antyklerykalizm, proeuropeizm               | 17 maja 2015 21 lipca 2015        | 353                            |                                |
|                                                 |                                | Konfederacja Korony Polskiej         | KKP                            | Grzegorz Braun                        | 3/460                          | 0/100                          | 1/53                           | tradycjonalizm, monarchizm, reakcjonizm, twardy eurosceptycyzm                                   | 28 czerwca 2019 24 stycznia 2020  | 404                            |                                |

### Pozostałe partie
| Nazwa                                                        | Skrót          | Logo | Strona | Lider                 | Ideologia                                                                                   | Daty założenia i rejestracji        | Nr EwP |
| ------------------------------------------------------------ | -------------- | ---- | ------ | --------------------- | ------------------------------------------------------------------------------------------- | ----------------------------------- | ------ |
| Alternatywa                                                  | ALT            |      |        | Tomasz Sójka          | libertarianizm, liberalizm klasyczny, zielony libertarianizm                                | 8 marca 2024 2025                   | 428    |
| Alternatywa Społeczna                                        | AS             |      |        | Krzysztof Przybylak   | narodowa demokracja, chrześcijańska demokracja                                              | 16 listopada 2018                   | 387    |
| Antypartia                                                   | AP             |      |        | Marek Ciesielczyk     | demokracja bezpośrednia, narodowy konserwatyzm                                              | 4–5 lipca 2020 18 stycznia 2021     | 417    |
| Bezpartyjni                                                  |                |      |        | Piotr Bakun           | demokracja bezpośrednia                                                                     | 2020 11 sierpnia 2021               | 420    |
| Bezpartyjni Samorządowcy – Łączy nas Polska                  | BS-ŁnP         |      |        |                       | regionalizm, demokracja bezpośrednia, konserwatywny liberalizm                              | 2021 17 lutego 2022                 | 429    |
| Bezpieczna Polska                                            | Bezpieczna     |      |        | Leszek Sykulski       | twardy eurosceptycyzm                                                                       | 21 lipca 2023 15 września 2023      | 458    |
| Czwarta Rzeczypospolita Polska                               | IV RP          |      |        | Mirosław Długołęcki   | narodowy konserwatyzm, agraryzm, eurosceptycyzm                                             | 2021 28 lutego 2022                 | 434    |
| Demokracja                                                   |                |      |        | Maciej Kusior         | solidaryzm                                                                                  | 18 maja 2016 18 listopada 2016      | 366    |
| Dobry Radom                                                  | DR             |      |        | Marta Ratuszyńska     | regionalizm                                                                                 | 17 kwietnia 2024 25 stycznia 2025   | 470    |
| Europa Wolnych Ojczyzn – Partia Polska                       | EWO-PP         |      |        | Jan Szczepankiewicz   | konserwatyzm, narodowy liberalizm                                                           | 25 maja 2008 12 lutego 2009         | 293    |
| Front                                                        |                |      |        | Krzysztof Tołwiński   | agraryzm, twardy eurosceptycyzm                                                             | 24 kwietnia 2022 7 marca 2023       | 443    |
| Inna Polska                                                  | IP             |      |        | Artur Banach          | liberalizm                                                                                  | 2022 18 kwietnia 2023               | 439    |
| Komunistyczna Partia Polski                                  | KPP            |      |        | Beata Karoń           | marksizm-leninizm, internacjonalizm, egalitaryzm, twardy eurosceptycyzm                     | 20 lipca 2002 9 października 2002   | 152    |
| Konfederacja Odnowy Rzeczypospolitej Wolność i Niepodległość | KORWiN         |      |        | Janusz Korwin-Mikke   | konserwatywny liberalizm, twardy eurosceptycyzm, leseferyzm                                 | 5 stycznia 2024 9 kwietnia 2024     | 463    |
| Kongres Nowej Prawicy                                        | KNP            |      |        | Stanisław Żółtek      | konserwatywny liberalizm, twardy eurosceptycyzm, regionalizm                                | 9 października 2010 25 marca 2011   | 307    |
| Krajowa Partia Emerytów i Rencistów                          | KPEiR          |      |        | Tomasz Mamiński       | socjaldemokracja, solidaryzm                                                                | 5 czerwca 1994 10 października 1994 | 49     |
| Lepsza Polska                                                | LP             |      |        | Cezary Stachoń        | zielona polityka, solidaryzm                                                                | 9 sierpnia 2010                     | 302    |
| Liga Polskich Rodzin                                         | LPR            |      |        | Witold Bałażak        | narodowy konserwatyzm, narodowa demokracja, chrześcijańska demokracja                       | 21 kwietnia 2001 30 maja 2001       | 53     |
| Narodowe Odrodzenie Polski                                   | NOP            |      |        | Adam Gmurczyk         | nacjonalizm, narodowy radykalizm, terceryzm, antyglobalizm, twardy eurosceptycyzm           | 10 listopada 1981 10 stycznia 1998  | 58     |
| Niepodległość                                                |                |      |        | Robert Bąkiewicz      | narodowa demokracja, nacjonalizm, twardy eurosceptycyzm                                     | 17 kwietnia 2023                    | 446    |
| Normalna Polska                                              | NP             |      |        | Wiesław Lewicki       | konserwatywny liberalizm, eurosceptycyzm                                                    | 30 listopada 2023                   | 461    |
| Normalny Kraj                                                | NK             |      |        | Wiesław Lewicki       | konserwatywny liberalizm, eurosceptycyzm                                                    | styczeń 2015 30 kwietnia 2015       | 346    |
| Nowa Demokracja – Tak                                        | ND-Tak         |      |        | Piotr Chmielowski     | socjalliberalizm, proeuropeizm                                                              | 2 lipca 2020 25 sierpnia 2020       | 341    |
| OK Polska                                                    | OKP            |      |        | Marcin Wojtkowiak     | regionalizm, proeuropeizm                                                                   | 12 grudnia 2020 22 lutego 2024      | 462    |
| Organizacja Narodu Polskiego – Liga Polska                   | ONP-LP         |      |        | Stanisław Bujnicki    | konserwatyzm, narodowy katolicyzm                                                           | 15 czerwca 2000 7 lutego 2005       | 213    |
| Partia Rozwoju                                               | PR             |      |        | Arnold Buzdygan       |                                                                                             | 2004 27 lipca 2011                  | 310    |
| Partia Wolności                                              | PW             |      |        | Anna Karbowska        | konserwatywny liberalizm, eurosceptycyzm                                                    | 6 lipca 2015                        | 355    |
| Piast – Jedność Myśli Europejskich Narodów i Świata          | Piast-JMENiŚ   |      |        | Eugeniusz Maciejewski | agraryzm, konserwatyzm                                                                      | 31 lipca 2015                       | 351    |
| PolExit                                                      |                |      |        | Stanisław Żółtek      | agraryzm, konserwatywny liberalizm, eurosceptycyzm                                          | czerwiec 2019 25 lipca 2019         | 395    |
| Polska 2050                                                  | PL-2050        |      |        | Włodzimierz Zydorczak | demokracja bezpośrednia, liberalizm, proeuropeizm                                           | 2015 7 sierpnia 2017                | 372    |
| Polska Lewica                                                | PL             |      |        | Jacek Zdrojewski      | socjaldemokracja                                                                            | 5 stycznia 2008 8 lutego 2008       | 279    |
| Polska Liberalna Strajk Przedsiębiorców                      | PL!SP          |      |        | Paweł Tanajno         | liberalizm                                                                                  | 30 maja 2020 15 kwietnia 2021       | 416    |
| Polska Partia Ochrony Zwierząt                               | PPOZ           |      |        | Andrzej Olszewski     | zielona polityka                                                                            | 2014 31 sierpnia 2022               | 426    |
| Polska Partia Piratów                                        | Piraci         |      |        | Janusz Wdzięczak      | demokracja płynna                                                                           | 2006 21 stycznia 2013               | 328    |
| Polski Interes Narodowy                                      | PIN            |      |        | Robert Śledź          | nacjonalizm, narodowa demokracja, agraryzm, twardy eurosceptycyzm                           | 2023 3 stycznia 2024                | 460    |
| Polski Ruch Monarchistyczny                                  | PRM            |      |        | Leszek Wierzchowski   | monarchizm                                                                                  | 22 kwietnia 2005                    | 229    |
| Porozumienie                                                 |                |      |        | Stanisław Derehajło   | liberalny konserwatyzm, chrześcijańska demokracja                                           | 4 listopada 2017 22 czerwca 2018    | 333    |
| Porozumienie Polskie                                         | PP             |      |        | Jan Łopuszański       | narodowy konserwatyzm, eurosceptycyzm                                                       | 23 kwietnia 1999 14 grudnia 1999    | 90     |
| Porozumienie Samorządowe                                     | PS             |      |        | Bartłomiej Kubicz     | regionalizm                                                                                 | 20 czerwca 2023                     | 448    |
| Prawica Rzeczypospolitej                                     | Prawica        |      |        | Bogusław Kiernicki    | narodowy konserwatyzm, narodowy katolicyzm                                                  | 19 kwietnia 2007 6 czerwca 2007     | 266    |
| Regionaliści                                                 |                |      |        | Sabina Gaspar         | regionalizm, centryzm                                                                       | 11 grudnia 2024                     | 468    |
| Ruch Jedności Polaków                                        | RJP            |      |        | Andrzej Nastała       | narodowy konserwatyzm, ordoliberalizm, eurosceptycyzm                                       | 19 maja 2023                        | 451    |
| Ruch Naprawy Polski                                          | RNP            |      |        | Romuald Starosielec   | narodowy konserwatyzm, eurosceptycyzm                                                       | 21 kwietnia 2023                    | 447    |
| Ruch Patriotyczny                                            | RP             |      |        | Wojciech Podjacki     | narodowy katolicyzm, narodowa demokracja, eurosceptycyzm, antyglobalizm, solidaryzm         | 3 maja 2002 26 września 2002        | 148    |
| Ruch Prawdziwa Europa – Europa Christi                       | RPE            |      |        | Mirosław Piotrowski   | narodowy katolicyzm, narodowy konserwatyzm, eurosceptycyzm                                  | 2018 14 lutego 2019                 | 393    |
| Samoobrona                                                   |                |      |        | Jan Perkowski         | lewica narodowa, socjalizm chrześcijański, agraryzm, socjaldemokracja, socjalliberalizm     | 28 stycznia 2010                    | 298    |
| Samoobrona Odrodzenie                                        | SO             |      |        | Jerzy Andrzejewski    | agraryzm, nacjonalizm, twardy eurosceptycyzm                                                | 22 grudnia 2024 8 maja 2025         | 472    |
| Samoobrona Rzeczpospolitej Polskiej                          | Samoobrona RP  |      |        | Krzysztof Prokopczyk  | lewica narodowa, socjalizm chrześcijański, agraryzm, socjaldemokracja, socjalliberalizm     | 10 stycznia 1992 28 września 2022   | 433    |
| Skuteczni                                                    |                |      |        | Piotr Liroy-Marzec    | liberalizm, eurosceptycyzm                                                                  | luty 2017 15 kwietnia 2019          | 394    |
| Socjaldemokracja Polska                                      | SDPL           |      |        | Wojciech Filemonowicz | socjaldemokracja, proeuropeizm                                                              | 26 marca 2004 19 kwietnia 2004      | 191    |
| Stabilna Polska                                              | SP             |      |        | Grzegorz Domagała     | agraryzm, lewica narodowa, socjaldemokracja                                                 | 24 kwietnia 2023                    | 450    |
| Stronnictwo Demokratyczne                                    | SD             |      |        | Paweł Piskorski       | centryzm, socjalliberalizm, proeuropeizm                                                    | 15 kwietnia 1939 30 sierpnia 1990   | 2      |
| Stronnictwo Ludowe „Ojcowizna” RP                            | „Ojcowizna” RP |      |        | Kazimierz Chorzępa    | agraryzm, narodowy konserwatyzm                                                             | 30 kwietnia 2013                    | 327    |
| Stronnictwo Narodowe                                         | SN             |      |        | Leszek Bubel          | nacjonalizm, konserwatyzm, panslawizm, twardy eurosceptycyzm, antyglobalizm, korporacjonizm | 21 czerwca 2004                     | 203    |
| Stronnictwo Narodowe im. Dmowskiego Romana                   | SND            |      |        | Ludwik Wasiak         | narodowa demokracja, nacjonalizm                                                            | 13 kwietnia 2005                    | 215    |
| Stronnictwo Polska Racja Stanu                               | SPRS           |      |        | Józef Kurecki         | narodowy katolicyzm, solidaryzm                                                             | 26 lipca 2005                       | 234    |
| Stronnictwo Pracy                                            | SP             |      |        | Zbigniew Wrzesiński   | chrześcijańska demokracja                                                                   | 2000 7 września 2004                | 196    |
| Szczęśliwa Polska                                            | Szczęśliwa     |      |        | Izabela Trędowicz     |                                                                                             | 17 czerwca 2024                     | 466    |
| Ślonzoki Razem                                               | ŚR             |      |        | Leon Swaczyna         | regionalizm                                                                                 | 2017 25 maja 2018                   | 376    |
| Unia Polityki Realnej                                        | UPR            |      |        | Bartosz Józwiak       | konserwatywny liberalizm, narodowy konserwatyzm, narodowy liberalizm, eurosceptycyzm        | 14 listopada 1987 6 listopada 1998  | 23     |
| Unia Polskich Ugrupowań Monarchistycznych                    | UPUM           |      |        | Maciej Kaliski        | monarchizm, konserwatywny liberalizm                                                        | 2 lipca 2002                        | 136    |
| Wolna Europa                                                 | WE             |      |        | Wiesław Lewicki       | konserwatywny liberalizm, eurosceptycyzm                                                    | 21 września 2022                    | 342    |
| Wolni i Solidarni                                            | SI             |      |        | Jan Miller            | solidaryzm                                                                                  | 9 lipca 2025 lipiec 2025            | 455    |
| Wolność i Równość                                            | WiR            |      |        | Piotr Musiał          | socjaldemokracja, proeuropeizm                                                              | 20 marca 2005 15 czerwca 2005       | 227    |
| Zdrowa Polska                                                | ZP             |      |        | Zbigniew Litke        | socjalliberalizm, demokracja bezpośrednia, antyklerykalizm                                  | 4 czerwca 2024                      | 465    |
| Zjednoczeni Ponad Podziałami                                 | ZPP            |      |        | Wojciech Kornowski    | solidaryzm, społeczna gospodarka rynkowa, agraryzm                                          | 1 sierpnia 2018                     | 384    |
| Zjednoczenie Chrześcijańskich Rodzin                         | ZChR           |      |        | Bogusław Rogalski     | narodowy konserwatyzm, chrześcijańska demokracja                                            | 10 lipca 2015                       | 359    |
| Związek Słowiański                                           | ZS             |      |        | Włodzimierz Rynkowski | neoslawizm, agraryzm                                                                        | 3 sierpnia 2006                     | 253    |

## Partie historyczne

### Niektóre nieistniejące już partie i ugrupowania III Rzeczypospolitej
- Akcja Polska (AP)
- Alternatywa Ruch Społeczny (ARS)
- Bezpartyjny Blok Wspierania Reform (BBWR)
- Biało-Czerwoni (BC)
- Białoruskie Zjednoczenie Demokratyczne (BZD)
- Blok dla Polski (BdP)
- Centrolewica Rzeczypospolitej Polskiej (CRP)
- Chrześcijańska Demokracja III Rzeczypospolitej Polskiej (ChDRP)
- Demokracja Bezpośrednia (DB)
- Demokratyczna Partia Lewicy (DPL)
- Dom Ojczysty (DO) – nie zaprzestał działalności po wykreśleniu z rejestru partii
- Federacja Polskiej Przedsiębiorczości (FPP; wcześniej Chrześcijańska Partia Pracy, ChPP)
- Forum Emerytów i Rencistów (FER)
- Forum Polskie (FP)
- Forum Prawicy Demokratycznej (FPD)
- Inicjatywa dla Polski (IdP)
- Inicjatywa Feministyczna (IF; wcześniej Partia Kobiet, PK)
- Inicjatywa Rzeczypospolitej Polskiej (IRP)
- Jedność Narodu (JN) – nie zaprzestała działalności po wykreśleniu z rejestru partii
- K’15
- Koalicja Konserwatywna (KK)
- Koalicja Republikańska (KR)
- Komunistyczna Partia Polska (KPP)
- Konfederacja Polski Niepodległej (KPN) – nie zaprzestała działalności po wykreśleniu z rejestru partii
- Konfederacja Polski Niepodległej – Obóz Patriotyczny (KPN-OP) – nie zaprzestała działalności po wykreśleniu z rejestru partii, przekształciła się potem w KPN-Niezłomni
- Konfederacja Polski Niepodległej – Ojczyzna (KPN-O)
- Kongres Liberalno-Demokratyczny (KLD)
- Krajowe Porozumienie Emerytów i Rencistów Rzeczypospolitej Polskiej (KPEiR RP)
- Królestwo Polskie (KP)
- Libertas Polska (Libertas)
- Liga Narodowa (LN)
- Narodowy Kongres Polski (NKP)
- Nowa Demokracja (ND)
- Nowa Lewica (NL)
- Obóz Patriotyczny (OP)
- Obrona Narodu Polskiego (ONP; wcześniej Samoobrona Narodu Polskiego, SNP)
- Odpowiedzialność
- Partia Centrum (Centrum)
- Partia Chrześcijańskich Demokratów (PChD)
- Partia Demokratyczna – demokraci.pl (PD)
- Partia Emerytów i Rencistów „Nadzieja” (PEiR „Nadzieja”)
- Partia Konserwatywna (PK)
- Partia Królewska (PK)
- Partia Ludowo-Demokratyczna (PLD)
- Partia Regionów (Regiony)
- Partia Republikanie (Republikanie)
- Partia Republikańska (PR)
- Partia Republikańska (Republikanie)[9]
- Partia Wolności (PW)
- Partia X
- Partia Zielonych (PZ)
- Polska Jest Jedna (PJJ) – po wykreśleniu z rejestru partii przekształciła się w stowarzyszenie Panem Jest Jezus
- Polska Jest Najważniejsza (PJN)
- Polska Konfederacja – Godność i Praca (PKGiP)
- Polska Liga Monarchistyczna (PLM)
- Polska Partia Narodowa (PPN)
- Polska Partia Niepodległościowa – Partia Nowej Prawicy (PPN-PNP)
- Polska Partia Posiadaczy Magnetowidów (PPPM, Partia V)
- Polska Partia Pracy – Sierpień 80 (PPP-Sierpień 80)
- Polska Partia Przyjaciół Piwa (PPPP)
- Polska Partia Socjalistyczna – Wolność, Równość, Niepodległość (PPS-WRN)
- Polska Partia Zielonych (PPZ)
- Polska Patriotyczna (Polska P.)
- Polska Plus (Polska +)
- Polska Praworządna (AU)
- Polska Racja Stanu (PRS)
- Polska Razem (PR)
- Polska Unia Gospodarcza (PUG)
- Polska Unia Pracujących (PUP)
- Polska Unia Socjaldemokratyczna (PUS; wcześniej Unia Socjaldemokratyczna RP, US RP)
- Polska Wspólnota Narodowa (PWN)
- Polski Blok Ludowy (PBL)
- Polski Front Narodowy (PFN)
- Polskie Forum Ludowo-Chrześcijańskie „Ojcowizna” (PFLCh „Ojcowizna”)
- Polskie Stronnictwo Demokratyczne (PSD)
- Polskie Stronnictwo Ludowe „Odrodzenie” (PSL „O”)
- Polskie Stronnictwo Ludowe – Porozumienie Ludowe (PSL-PL)
- Polskie Stronnictwo Ludowe (Mikołajczykowskie) (PSL)
- Polskie Stronnictwo Ludowe (wilanowskie) (PSL)
- Porozumienie Centrum (PC)
- Porozumienie Polskich Chrześcijańskich Demokratów (PPChD)
- Prawica Narodowa (PN)
- Przymierze dla Polski (PdP)
- Przymierze Narodu Polskiego (PNP)
- Przymierze Prawicy (PP)
- Racja Polskiej Lewicy (Racja PL)
- Regionalna. Mniejszość z Większością (RMW)
- Republikanie RP (RRP)
- Republikańska Partia Społeczna (RPS)
- Rodacy Kamraci (Kamraci) – nie zaprzestali działalności po wykreśleniu z rejestru partii
- Ruch Demokratyczno-Społeczny (RDS)
- Ruch dla Rzeczypospolitej (RdR)
- Ruch dla Rzeczypospolitej – Obóz Patriotyczny (RdR-OP)
- Ruch Katolicko-Narodowy (RKN)
- Ruch Ludzi Pracy (RLP) – w przeszłości partia, po reaktywacji działa jako stowarzyszenie
- Ruch Obrony Bezrobotnych (ROB)
- Ruch Obywatelski Akcja Demokratyczna (ROAD)
- Ruch Odbudowy Polski (ROP)
- Ruch Odrodzenia Gospodarczego im. Edwarda Gierka (ROG)
- Ruch Palikota (Ruch PL)
- Ruch Patriotyczny (RP)
- Ruch Solidarni w Wyborach (SwW)
- Ruch Społeczny (RS; wcześniej Ruch Społeczny Akcja Wyborcza Solidarność, RS AWS)
- Ruch Społeczny Agrounia Tak (RS Agrounia Tak)
- Ruch Społeczny Naprzód Polsko (Naprzód Polsko)
- Ruch Sprawiedliwości Społecznej (RSS) – nie zaprzestał działalności po wykreśleniu z rejestru partii
- Ruch Stu (RS)
- Ruch Trzeciej Rzeczypospolitej (RTR)
- Samoobrona Odrodzenie (SO)
- Samoobrona Patriotyczna (Samoobrona P.)
- Samoobrona Ruch Społeczny (SRS)
- Socjaldemokracja Rzeczypospolitej Polskiej (SdRP)
- Sojusz Lewicy Demokratycznej (SLD) – po rozwiązaniu został frakcją Nowej Lewicy
- Solidarność Pracy (SP)
- Stonoga Partia Polska (SPP)
- Stronnictwo Demokracji Polskiej (SDP; wcześniej Polskie Forum Chrześcijańsko-Demokratyczne, PFChD)
- Stronnictwo Gospodarcze (SG)
- Stronnictwo Konserwatywno-Ludowe (SKL)
- Stronnictwo Konserwatywno-Ludowe – Ruch Nowej Polski (SKL-RNP)
- Stronnictwo Ludowo-Chrześcijańskie (SLCh; wcześniej PSL-Solidarność)
- Stronnictwo Narodowe „Patria” (SN „Patria”)
- Stronnictwo Narodowe „Szczerbiec” (SN „Szczerbiec”)
- Stronnictwo Narodowo-Demokratyczne (SND)
- Stronnictwo „Piast” („Piast”)
- Stronnictwo Polityki Realnej (SPR)
- Suwerenna Polska (SP; wcześniej Solidarna Polska)[9]
- Suwerenność-Praca-Sprawiedliwość (SPS)
- Śląska Partia Regionalna (ŚPR) – nie zaprzestała działalności po wykreśleniu z rejestru partii
- Teraz! (T!; wcześniej Liberalno-Społeczni, LS)
- Twój Ruch (TR)
- Unia Demokratyczna (UD)
- Unia Restytucji Monarchii (URM)
- Unia Wolności (UW)
- Wielkopolska Unia Socjaldemokratyczna (WUS)
- Wiosna Roberta Biedronia (Wiosna) – po rozwiązaniu została frakcją Nowej Lewicy
- Wolnościowcy
- Wolność i Praworządność (WiP; wcześniej Platforma Janusza Korwin-Mikke, PJKM)
- Zjednoczenie Chrześcijańsko-Narodowe (ZChN)
- Zjednoczenie Polskie (ZP)
- Związek Komunistów Polskich „Proletariat” (ZKP „Proletariat”)

### Partie w PRL
Partie władzy:
- Polska Zjednoczona Partia Robotnicza (PZPR)
- Stronnictwo Demokratyczne (SD)
- Zjednoczone Stronnictwo Ludowe (ZSL)

Partie opozycyjne:
- Komunistyczna Partia Polski (KPP)
- Konfederacja Polski Niepodległej (KPN)
- Polska Partia Niepodległościowa – Partia Nowej Prawicy (PPN-PNP)
- Polska Partia Socjalistyczna (PPS)
- Polska Partia Socjalistyczna – Rewolucja Demokratyczna (PPS-RD)
- Liberalno-Demokratyczna Partia „Niepodległość” (LDP „Niepodległość”)
- Polska Partia Demokratyczna (PPD)
- Partia Liberałów „Prawica” (PL „Prawica”)

Partie działające na emigracji:
- Liga Niepodległości Polski (LNP)
- Polska Partia Socjalistyczna (PPS)
- Stronnictwo Narodowe (SN)
- Stronnictwo Pracy (SP)
- Polskie Stronnictwo Ludowe – Odłam Jedności Narodowej (PSL-OJN)

### Partie istniejące od wybuchu II wojny światowej do końca lat 40. XX wieku
- Komunistyczna Partia Polski (KPP)
- Polska Partia Robotnicza (PPR)
- Polska Partia Socjalistyczna – Wolność, Równość, Niepodległość (PPS-WRN; kryptonim Koło)
- Polska Partia Socjalno-Demokratyczna (PPSD)
- Polska Partia Wolności (PPW)
- Polskie Stronnictwo Ludowe (PSL)
- Polskie Stronnictwo Ludowe „Nowe Wyzwolenie” (PSL „NW”)
- Robotnicza Partia Polskich Socjalistów (RPPS; wcześniej „Polscy Socjaliści”)
- Stronnictwo Demokratyczne (SD; kryptonim Prostokąt)
- Stronnictwo Ludowe (SL)
- Stronnictwo Ludowe „Roch” (SL „Roch”; kryptonim Trójkąt)
- Stronnictwo Ludowe „Wola Ludu” (SL „Wola Ludu”)
- Stronnictwo Narodowe (SN; kryptonim Kwadrat)
- Stronnictwo Polskiej Demokracji (SPD)
- Stronnictwo Pracy (SP; kryptonim Romb)
- Polskie Stronnictwo Narodowe (PSN)
- Stronnictwo Niezawisłości Narodowej (SNN)

### Partie i ugrupowania II Rzeczypospolitej
- Agudas Jisroel (Związek Izraela)
- Białoruska Włościańsko-Robotnicza Hromada (BWRH)
- Bund (robotnicza partia żydowska)
- Chłopskie Stronnictwo Radykalne (ChSR)
- Chrześcijańskie Stronnictwo Rolnicze (ChSR)
- Chrześcijańsko-Narodowe Stronnictwo Rolnicze (ChNSR)
- Fołks-Partaj (Żydowska Partia Ludowa)
- Front Jedności Narodowej (FJN)
- Jedność Ludowa (JL)
- Komunistyczna Partia Polski (KPP; wcześniej Komunistyczna Partia Robotnicza Polski, KPRP)
- Monarchistyczna Organizacja Wszechstanowa (MOW)
- Narodowa Partia Robotnicza (NPR)
- Narodowa Partia Robotnicza-Lewica (NPR-Lewica)
- Narodowe Stronnictwo Pracy (NSP)
- Narodowe Stronnictwo Robotników (NSR)
- Narodowe Zjednoczenie Ludowe (NZL)
- Narodowo-Chrześcijańskie Stronnictwo Ludowe (NChSL)
- Narodowo-Chrześcijańskie Zjednoczenie Pracy (NChZP)
- Narodowo-Socjalistyczna Partia Robotnicza (NSPP)
- Narodowy Związek Robotniczy (NZR)
- Niemiecka Socjalistyczna Partia Pracy w Polsce (NSPPwP)
- Niezależna Partia Chłopska (NPCh)
- Niezależna Socjalistyczna Partia Pracy (NSPP)
- Obóz Narodowo-Radykalny (ONR)
- Obóz Narodowo-Radykalny ABC (ONR ABC)
- Obóz Zjednoczenia Narodowego (OZN)
- Organizacja Syjonistyczna w Polsce (OSwP)
- Partia Młodoniemiecka w Polsce
- Partia Narodowych Socjalistów (PNS)
- Partia Pracy (PP)
- Poalej Syjon Lewica (partia żydowska)
- Poalej Syjon Prawica (partia żydowska)
- Polska Partia Narodowo-Socjalistyczna (PPNS)
- Polska Partia Postępowa (PPP)
- Polska Partia Radykalna (PPR)
- Polska Partia Socjalistyczna (PPS)
- Polska Partia Socjalistyczna – dawna Frakcja Rewolucyjna (PPS-dFR)
- Polska Partia Socjalistyczna – Lewica (PPS-Lewica)
- Polski Związek Ludowców (PZL)
- Polskie Stronnictwo Chrześcijańskiej Demokracji (PSChD)
- Polskie Stronnictwo Ludowe – Lewica (PSL Lewica)
- Polskie Stronnictwo Ludowe „Piast” (PSL „Piast”)
- Polskie Stronnictwo Ludowe „Wyzwolenie” (PSL „Wyzwolenie”)
- Ruch Narodowo-Radykalny Falanga (ONR Falanga)
- Stronnictwo Chłopskie (SCh)
- Stronnictwo Chłopskie – grupa Dobrocha (SCh)
- Stronnictwo Chłopskie (kadzichłopi)
- Stronnictwo Chrześcijańsko-Ludowe (SChL)
- Stronnictwo Chrześcijańsko-Narodowe (SChN)
- Stronnictwo Chrześcijańsko-Narodowe (SChN)
- Stronnictwo Demokratyczne (SD)
- Stronnictwo Katolicko-Ludowe (SKL; wcześniej Polskie Stronnictwo Katolicko-Ludowe, PSKL)
- Stronnictwo Ludowe (SL)
- Stronnictwo Narodowe (SN)
- Stronnictwo Polityki Realnej (SPR)
- Stronnictwo Pracy (SP)
- Stronnictwo Prawicy Narodowej (SPN)
- Stronnictwo Wielkiej Polski (SWP)
- Ukraińska Katolicka Partia Ludowa (UKPL)
- Ukraińska Partia Radykalna (UPSR)
- Ukraińska Partia Rewolucyjna (USPR)
- Ukraińskie Włościańsko-Robotnicze Zjednoczenie Socjalistyczne (UWRZS)
- Ukraińskie Zjednoczenie Narodowo-Demokratyczne (UNDO)
- Unia Narodowo-Państwowa (UNP)
- Wołyńskie Zjednoczenie Ukraińskie (WZU)
- Zjednoczenie Chrześcijańsko-Społeczne (ZChS)
- Zjednoczenie Lewicy Chłopskiej „Samopomoc” (ZLCh „Samopomoc”)
- Zjednoczenie Mieszczańskie (ZM)
- Zjednoczenie Włościan (ZW)
- Związek Chłopski (ZCh)
- Związek Lewicy Patriotycznej (ZLP)
- Związek Ludowo-Narodowy (ZLN)
- Związek Synarchiczny (ZS)
- Chrześcijańskie Stronnictwo Ludowe (ChSL)
- Chrześcijańskie Stronnictwo Robotnicze (ChSRb)
- Chrześcijańskie Zjednoczenie Ludowe (ChZL)
- Chrześcijańsko-Narodowe Stronnictwo Robotnicze (ChNSR)
- Krajowe Stronnictwo Ludowe Ziem Litewsko-Białoruskich – „Zjednoczenie” (KSL „Zjednoczenie”)
- Polskie Centrum Katolicko-Ludowe (PCKL)
- Radykalna Partia Chłopska (RPCh)
- Stronnictwo Chrześcijańskiej Demokracji (SChD)
- Zjednoczenie Stanu Średniego (ZSŚ)

### Partie i ugrupowania w okresie zaborów
- Agudas Jisroel (Związek Izraela)
- Bund (robotnicza partia żydowska)
- Liga Narodowa (LN)
- Liga Państwowości Polskiej (LPP)
- Mazurska Partia Ludowa (MPL)
- Międzynarodowa Socjalno-Rewolucyjna Partia Proletariat (I Proletariat)
- Narodowy Związek Chłopski (NZCh)
- Narodowy Związek Robotniczy (NZR)
- Poalej Syjon (partia żydowska)
- Podolacy
- Polska Partia Postępowa (PPP)
- Polska Partia Socjalistyczna (PPS)
- Polska Partia Socjalistyczna – Frakcja Rewolucyjna (PPS-FR)
- Polska Partia Socjalistyczna – Lewica (PPS-Lewica)
- Polska Partia Socjalistyczna – Opozycja (PPS-Opozycja)
- Polska Partia Socjalistyczna – Proletariat (III Proletariat)
- Polska Partia Socjalistyczna zaboru pruskiego (PPS zaboru pruskiego)
- Polska Partia Socjalno-Demokratyczna Galicji i Śląska Cieszyńskiego (PPSD)
- Polski Związek Ludowy (PZL)
- Polskie Stronnictwo Ludowe (PSL; wcześniej Stronnictwo Ludowe, SL)
- Polskie Stronnictwo Ludowe – Lewica (PSL-Lewica)
- Polskie Stronnictwo Ludowe „Piast” (PSL „Piast”)
- Polskie Stronnictwo Ludowe „Wyzwolenie” (PSL w Królestwie Polskim)
- Polskie Stronnictwo Ludowe – Zjednoczenie Niezawisłych Ludowców (PSL-ZNL)
- Polskie Stronnictwo Postępowe (PSP)
- Polskie Zjednoczenie Postępowe (PZP)
- Polsko-Katolicka Partia Ludowa (PKPL)
- Socjaldemokracja Królestwa Polskiego i Litwy (SDKPiL; wcześniej Socjaldemokracja Królestwa Polskiego, SDKP)
- Socjalno-Rewolucyjna Partia Proletariat (II Proletariat)
- Stronnictwo Chrześcijańsko-Demokratyczne (SChD)
- Stronnictwo Narodowe (SN)
- Stronnictwo Narodowo-Demokratyczne (SND)
  - Stronnictwo Demokratyczno-Narodowe (SDN)
  - Towarzystwo Demokratyczno-Narodowe (TDN; wcześniej Polskie Towarzystwo Demokratyczne, PTD)
- Stronnictwo Narodowo-Radykalne (SNR)
- Stronnictwo Niezawisłości Narodowej (SNN)
- Stronnictwo Polityki Realnej (SPR)
- Zjednoczenie Ludowe (ZL)
- Zjednoczenie Narodowe (ZN)
- Zjednoczenie Stronnictw Demokratycznych (ZSD)
- Związek Chłopski (ZCh)
- Związek Inteligencji Niepodległościowej (ZIN)
- Związek Młodej Polski Ludowej (ZMPL)
- Związek Patriotów (ZP)
- Związek Postępowo-Demokratyczny (ZPD)
- Związek Robotników Polskich (ZRP)
- Związek Stronnictwa Chłopskiego (ZSCh)

## Koalicje partii politycznych

### Koalicje III Rzeczypospolitej
- Akcja Wyborcza Solidarność (AWS)
- Akcja Wyborcza Solidarność Prawicy (AWSP)
- Alternatywa Ruch Społeczny (ARS)
- Blok Senat 2001
- Chrześcijańska Demokracja (ChD)
- Europa Plus (Europa +)
- Federacyjny Klub Parlamentarny (FKP)
- Federacyjny Klub Parlamentarny na rzecz AWS (FKP na rzecz AWS)
- Forum Obywatelskie Chrześcijańska Demokracja (FOChD)
- Głos Silnej Polski (GSP)
- Katolicki Komitet Wyborczy „Ojczyzna” (KKW „Ojczyzna”)
- Koalicja dla Rzeczypospolitej (KdRP)
- Koalicja AWS-UW
- Koalicja Europejska (KE)
- Koalicja KO-PSL-PL2050-NL
- Koalicja Obywatelska (KO)
- Koalicja PC-ZChN-PSL-PL-PChD
- Koalicja PiS-Samoobrona-LPR
- Koalicja PO-PSL
- Koalicja Polska (KP)
- Koalicja SLD-PSL
- Koalicja SLD-PSL-UP
- Klub Poselski Polskiego Stronnictwa Ludowego – Unii Europejskich Demokratów (PSL-UED)
- Komisja Porozumiewawcza
- Konfederacja
- Konfederacja KORWiN Braun Liroy Narodowcy
- Konfederacja Ruch Obrony Bezrobotnych (KROB)
- Konwencja Polska (KP)
- Konwent Świętej Katarzyny (KŚK)
- Lewica
- Lewica i Demokraci (LiD)
- Lewica Razem (LR)
- Liga Prawicy Rzeczypospolitej (LPR)
- Naprzód Polsko-Piast
- Narodowo-Chrześcijańsko-Demokratyczny Blok dla Polski (NChD BdP)
- Obóz Patriotyczny (OP)
- Ogólnopolska Koalicja Obywatelska (OKO)
- Pakt senacki
- Polska Konfederacja – Godność i Praca (PK-GiP)
- Porozumienie Ludowe (PSL-PL)
- Porozumienie 11 Listopada
- Porozumienie Centrum – Zjednoczenie Polskie (PC-ZP)
- Porozumienie dla Przyszłości (PdP)
- Porozumienie Obywatelskie Centrum (POC)
- Przymierze dla Polski (PdP)
- Przymierze Społeczne (PS)
- Razem Polsce (RP)
- Ruch Narodowy (RN)
- Ruch Patriotyczny Ojczyzna (RP „Ojczyzna”)
- Sekretariat Ugrupowań Centroprawicowych (SUC)
- SLD Lewica Razem (SLD LR)
- Sojusz Lewicy Demokratycznej (SLD)
- Sojusz Lewicy Demokratycznej – Unia Pracy (SLD-UP)
- Trzecia Droga (TD)
- Unia Lewicy (UL)
- Unia Prawicy Rzeczypospolitej (UPR)
- Wolność i Skuteczni (W-S)
- Wolność Równość Demokracja (WRD)
- Wyborcza Akcja Katolicka (WAK)
- Zjednoczona Lewica (ZL)
- Zjednoczona Prawica (ZP)
- Zjednoczona Prawica (ZP)

### Koalicje w PRL
- Blok Stronnictw Demokratycznych
- Front Jedności Narodu (FJN; wcześniej Front Narodowy)
- Patriotyczny Ruch Odrodzenia Narodowego (PRON)

### Koalicje w II Rzeczypospolitej
- Bezpartyjny Blok Współpracy z Rządem (BBWR)
- Blok Mniejszości Narodowych (BMN)
- Chrześcijański Związek Jedności Narodowej (Chjena)
- Narodowy Komitet Wyborczy Stronnictw Demokratycznych (NKWSD)
- Obóz Wielkiej Polski (OWP)
- Pakt lanckoroński
- Związek Obrony Prawa i Wolności Ludu (Centrolew)

### Koalicje w okresie zaborów
- Centralny Komitet Narodowy w Warszawie (CKN)
- Komisja Porozumiewawcza Stronnictw Demokratycznych (KPSD)
- Komisja Tymczasowa Skonfederowanych Stronnictw Niepodległościowych (KTSSN)
- Komitet Naczelny Zjednoczonych Stronnictw Niepodległościowych (KNZSN)
- Komitet Narodowy Polski (KNP)
- Konfederacja Narodowa Polska (Konfederacja Polska)
- Międzypartyjne Koło Polityczne (MPK)
- Naczelny Komitet Narodowy (NKN)
- Unia Stronnictw Niepodległościowych (USN)
- Zjednoczenie Organizacji Niepodległościowych (ZON)
- Zjednoczenie Stronnictw Niepodległościowych (ZSN)